# Trinidad és Tobago a 2000. évi nyári olimpiai játékokon
Trinidad és Tobago az ausztráliai Sydneyben megrendezett 2000. évi nyári olimpiai játékok egyik részt vevő nemzete volt. Az országot az olimpián 3 sportágban 19 sportoló képviselte, akik összesen 2 érmet szereztek.

## Érmesek
| Érem  | Versenyző  | Sportág  | Versenyszám |
| ----- | ---------- | -------- | ----------- |
| Ezüst | Ato Boldon | Atlétika | Férfi 100 m |
| Bronz | Ato Boldon | Atlétika | Férfi 200 m |

## Atlétika
Férfi
| Versenyző                                                         | Versenyszám     | Előfutam | Előfutam | Előfutam | Negyeddöntő | Negyeddöntő | Negyeddöntő | Elődöntő | Elődöntő | Elődöntő | Döntő   | Döntő    |
| Versenyző                                                         | Versenyszám     | Idő      | Hely.    | Össz.    | Idő         | Hely.       | Össz.       | Idő      | Hely.    | Össz.    | Idő     | Helyezés |
| ----------------------------------------------------------------- | --------------- | -------- | -------- | -------- | ----------- | ----------- | ----------- | -------- | -------- | -------- | ------- | -------- |
| Nico Alexander                                                    | 100 m           | 10,56    | 5.       | 58.*     | kiesett     | kiesett     | kiesett     | kiesett  | kiesett  | kiesett  | kiesett | kiesett  |
| Ato Boldon                                                        | 100 m           | 10,04    | 1.       | 1.       | 10,11       | 1.          | 3.          | 10,13    | 3.       | 3.       | 9,99    |          |
| Ato Boldon                                                        | 200 m           | 20,52    | 1.       | 4.**     | 20,28       | 3.          | 9.          | 20,20    | 3.       | 3.*      | 20,20   |          |
| Julieon Raeburn                                                   | 200 m           | 21,21    | 6.       | 50.      | kiesett     | kiesett     | kiesett     | kiesett  | kiesett  | kiesett  | kiesett | kiesett  |
| Neil De Silva                                                     | 400 m           | 46,84    | 4.       | 53.      | kiesett     | kiesett     | kiesett     | kiesett  | kiesett  | kiesett  | kiesett | kiesett  |
| Ato Modibo                                                        | 400 m           | 45,91    | 6.       | 30.      | kiesett     | kiesett     | kiesett     | kiesett  | kiesett  | kiesett  | kiesett | kiesett  |
| Ronnie Holassie                                                   | Maraton         |          |          |          |             |             |             |          |          |          | 2:19:24 | 32.      |
| Steve Brown                                                       | 110 m gát       | 13,92    | 5.       | 27.      | 14,12       | 8.          | 30.         | kiesett  | kiesett  | kiesett  | kiesett | kiesett  |
| Nico Alexander Julieon Raeburn Marc Burns Ato Boldon Jacey Harper | 4 × 100 m váltó | 39,12    | 3.       | 12.      |             |             |             | 38,92    | 6.       | 11.*     | kiesett | kiesett  |
| Damion Barry Simon Pierre Neil De Silva Ato Modibo                | 4 × 400 m váltó | 3:07,51  | 5.       | 23.      |             |             |             | kiesett  | kiesett  | kiesett  | kiesett | kiesett  |

| Versenyző        | Versenyszám | Selejtező | Selejtező | Döntő    | Döntő    |
| Versenyző        | Versenyszám | Eredmény  | Helyezés  | Eredmény | Helyezés |
| ---------------- | ----------- | --------- | --------- | -------- | -------- |
| Wendell Williams | Távolugrás  | 722 cm    | 46.       | kiesett  | kiesett  |

Női
| Versenyző         | Versenyszám | Előfutam | Előfutam | Előfutam | Negyeddöntő | Negyeddöntő | Negyeddöntő | Elődöntő | Elődöntő | Elődöntő | Döntő   | Döntő    |
| Versenyző         | Versenyszám | Idő      | Hely.    | Össz.    | Idő         | Hely.       | Össz.       | Idő      | Hely.    | Össz.    | Idő     | Helyezés |
| ----------------- | ----------- | -------- | -------- | -------- | ----------- | ----------- | ----------- | -------- | -------- | -------- | ------- | -------- |
| Ayanna Hutchinson | 100 m       | 11,78    | 4.       | 50.      | kiesett     | kiesett     | kiesett     | kiesett  | kiesett  | kiesett  | kiesett | kiesett  |
| Fana Ashby        | 100 m       | 11,85    | 6.       | 54.      | kiesett     | kiesett     | kiesett     | kiesett  | kiesett  | kiesett  | kiesett | kiesett  |

| Versenyző         | Versenyszám | 100 m gát | 100 m gát | Magasugrás | Magasugrás | Súlylökés | Súlylökés | 200 m | 200 m | Távolugrás | Távolugrás | Gerelyhajítás | Gerelyhajítás | 800 m   | 800 m | Végeredmény | Végeredmény |
| Versenyző         | Versenyszám | Idő       | Pont      | Eredmény   | Pont       | Eredmény  | Pont      | Idő   | Pont  | Eredmény   | Pont       | Eredmény      | Pont          | Idő     | Pont  | Pont        | Helyezés    |
| ----------------- | ----------- | --------- | --------- | ---------- | ---------- | --------- | --------- | ----- | ----- | ---------- | ---------- | ------------- | ------------- | ------- | ----- | ----------- | ----------- |
| Marsha Mark-Baird | Hétpróba    | 13,72     | 1018      | 166 cm     | 806        | 11,44 m   | 624       | 25,35 | 855   | 590 cm     | 819        | 48,99 m       | 841           | 2:32,36 | 664   | 5627        | 22.         |

* - egy másik versenyzővel azonos eredményt ért el

** - két másik versenyzővel azonos eredményt ért el

## Taekwondo
Női
| Versenyző         | Versenyszám | Selejtező                  | Negyeddöntő       | Elődöntő          | Vigaszág negyeddöntő        | Vigaszág elődöntő | Bronz- mérkőzés   | Döntő             | Helyezés |
| Versenyző         | Versenyszám | Ellenfél Eredmény          | Ellenfél Eredmény | Ellenfél Eredmény | Ellenfél Eredmény           | Ellenfél Eredmény | Ellenfél Eredmény | Ellenfél Eredmény | Helyezés |
| ----------------- | ----------- | -------------------------- | ----------------- | ----------------- | --------------------------- | ----------------- | ----------------- | ----------------- | -------- |
| Cheryl-Ann Sankar | Pehelysúly  | Trần Hiếu Ngân (VIE) · 0-2 |                   |                   | Jasmin Strachan (PHI) · 5-5 | kiesett           | kiesett           |                   | 7.       |

## Úszás
Férfi
| Versenyző            | Versenyszám  | Előfutam | Előfutam | Előfutam | Elődöntő | Elődöntő | Elődöntő | Döntő   | Döntő    |
| Versenyző            | Versenyszám  | Idő      | Hely.    | Össz.    | Idő      | Hely.    | Össz.    | Idő     | Helyezés |
| -------------------- | ------------ | -------- | -------- | -------- | -------- | -------- | -------- | ------- | -------- |
| George Bovell        | 100 m gyors  | 52,90    | 5.       | 59.      | kiesett  | kiesett  | kiesett  | kiesett | kiesett  |
| George Bovell        | 200 m vegyes | 2:04,68  | 1.       | 26.      | kiesett  | kiesett  | kiesett  | kiesett | kiesett  |
| George Bovell        | 400 m vegyes | 4:29,52  | 3.       | 36.      |          |          |          | kiesett | kiesett  |
| Sebastien Paddington | 200 m gyors  | 1:55,40  | 3.       | 47.      | kiesett  | kiesett  | kiesett  | kiesett | kiesett  |

Női
| Versenyző       | Versenyszám    | Előfutam | Előfutam | Előfutam | Elődöntő | Elődöntő | Elődöntő | Döntő   | Döntő    |
| Versenyző       | Versenyszám    | Idő      | Hely.    | Össz.    | Idő      | Hely.    | Össz.    | Idő     | Helyezés |
| --------------- | -------------- | -------- | -------- | -------- | -------- | -------- | -------- | ------- | -------- |
| Siobhan Cropper | 50 m gyors     | 26,36    | 4.       | 32.      | kiesett  | kiesett  | kiesett  | kiesett | kiesett  |
| Siobhan Cropper | 100 m gyors    | 57,91    | 3.       | 34.      | kiesett  | kiesett  | kiesett  | kiesett | kiesett  |
| Siobhan Cropper | 100 m pillangó | 1:03,34  | 8.       | 40.      | kiesett  | kiesett  | kiesett  | kiesett | kiesett  |